# (27792) Фридакало
(27792) Фридакало (англ. Fridakahlo) — астероид главного пояса. Был обнаружен в ночь на 20 февраля 1993 года астрономом Эриком Вальтером Эльстом в Коссоле во Франции.
Инвариант Тиссерана относительно Юпитера:  - 3,221
Получил нынешнее название 26 сентября 2007 года в память о мексиканской художнице Фриде Кало.